# Jody Williams
Jody Williams (Rutland, 9 ottobre 1950) è un'insegnante e attivista statunitense, fondatrice della Campagna Internazionale per il Bando delle Mine Antiuomo (International Campaign to Ban Landmines) e insignita del Premio Nobel per la pace nel 1997.

## Biografia
Laureatasi alla Johns Hopkins University di Baltimora, iniziò la sua attività nei primi anni ottanta nel movimento per l'organizzazione degli aiuti sanitari per la nazione di El Salvador.